# Johan 1. af Bourbon
Johan 1. af Bourbon (født i 1381, død den 5. februar 1434 i London) var en fransk feudalfyrste, der var hertug af Bourbon fra 1410 til 1434. Han var søn af hertug Ludvig 2. af Bourbon og Anne af Auvergne. Louis var den fjerde hertug af Bourbon og arvede grevskabet Forez fra sin mor. Gennem sit ægteskab med Marie af Berry blev han hertug af Auvergne og greve af Montpensier iure uxoris.

## Biografi
Johan arvede hertugdømmet Bourbon fra sin far i 1410. Han blev taget til fange i slaget ved Agincourt i 1415 og døde som fange i London, på trods af betaling af adskillige løsepenge og løfter om at støtte kongen af England som konge af Frankrig.

## Ægteskab og børn
Johan giftede sig i år 1400 i Paris med Marie af Nerry (1375 – 1434). Hun var datter af Johan af Berry, hertug af Auvergne og arvede hertugdømmet Auvergne fra sin far i 1416. Johan og og Anna fik fire børn:
1. Karl 1. (1401–1456), hertug af Bourbon.
2. Louis (1403–1412), greve af Forez.
3. Louis 1. (1405–1486), greve af Montpensier.